# Kaster (Bedburg)
Kaster is een plaats in het westen van de Duitse gemeente Bedburg, deelstaat Noordrijn-Westfalen, en telt 6.302 inwoners (30 juni 2021). Het stadje ligt aan de rivier de Erft en niet ver van de vroegere bruinkoolgroeve Fortuna-Garsdorf.
Kaster bestaat uit drie kernen: het oude stadje dat tot 1936 Caster heette maar tegenwoordig Alt-Kaster  wordt genoemd, het nieuwe dorp Kaster dat is gebouwd voor de inwoners die vanwege de bruinkoolwinning hun huis moesten verlaten, en het dorp Epprath.
Kaster heeft geen spoorwegstation, maar is per bus te bereiken vanuit Bedburg, Bergheim en Horrem.

## Geschiedenis
In de 12e en 13e eeuw lag bij het huidige Kaster een kasteel, dat een voorde in de Erft overzag. Door deze oversteekplaats liep een oude handelsweg van Gulik naar Keulen. Het kasteel werd in 1278 door Keulse troepen verwoest, maar kort daarop herbouwd.

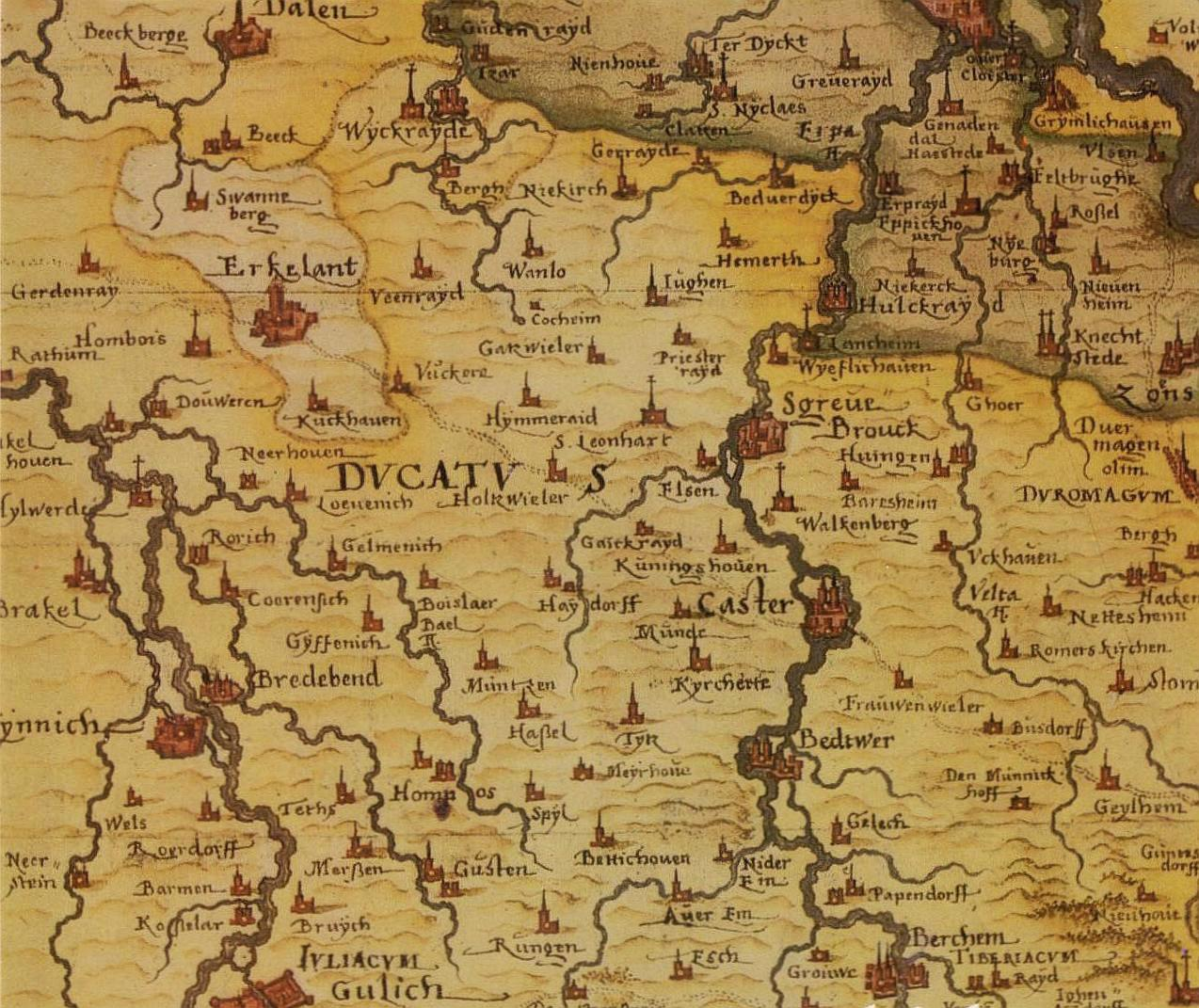
Kaart uit 1557 door Christiaan Sgroten. Caster ligt aan de Erft, ten zuiden van Sgrevenbrouck (Grevenbroich) en ten noorden van Bedtwer (Bedburg).

Kaster was vanaf de 14e eeuw een Guliks grensstadje, een van de kleinste ommuurde stadjes van geheel Duitsland, tegen het gebied van het Prinsbisdom Keulen aan. Het had vanaf 1328 ook stadsrechten, die na de tweede verwoesting van het bij het stadje behorende kasteel in 1648 vermoedelijk zijn komen te vervallen. In 1939 kreeg Kaster de stadsrechten weer terug.
In 1624 werd Kaster door een stadsbrand zwaar beschadigd. Alleen de stadsmuren en -poorten bleven daarbij gespaard.
Veel dorpen in de omgeving moesten wijken voor de bruinkoolwinning. Ook Kaster leek in 1954 dit lot te moeten ondergaan. Vanwege de monumentenstatus van het middeleeuwse stadje, en door succesvolle protesten tegen de plannen, bleef Kaster gespaard. Ten zuiden van het oude stadje werd daarop een groot, nieuw dorp gebouwd voor de herhuisvesting van de door de bruinkoolwinning met dakloosheid bedreigde mensen uit de omliggende dorpen.

## Weerwolf-legende
In Epprath zou in 1589 een weerwolf hebben rondgewaard, Peter Stubbe, Stubben-Peter of Peter Stump. Hij was de bekendste van de in de 16e en 17e eeuw van dit soort praktijken betichte mensen; over zijn leven, heksenproces en terdoodveroordeling (31 oktober 1589) zijn in binnen- en buitenland verscheidene houtsnedes en pamfletten verschenen. Mede naar hem heette de weerwolf in het regionale dialect van toen af Stüpp. Veel geleerden gaan ervan uit, dat de talrijke moorden en verkrachtingen, waarvan Stubbe werd beschuldigd, in werkelijkheid door rondzwervende rovers (veelal (ex-)soldaten) zijn gepleegd.

## Bezienswaardigheden
- De in 1785 voltooide, rooms-katholieke, Sint-Joriskerk (Sankt-Georgskirche) met laat-barok interieur; het kerkorgel is gemaakt door een nog steeds bestaande firma[1] uit Heythuysen, dat tegenwoordig in Nederlands Limburg ligt.

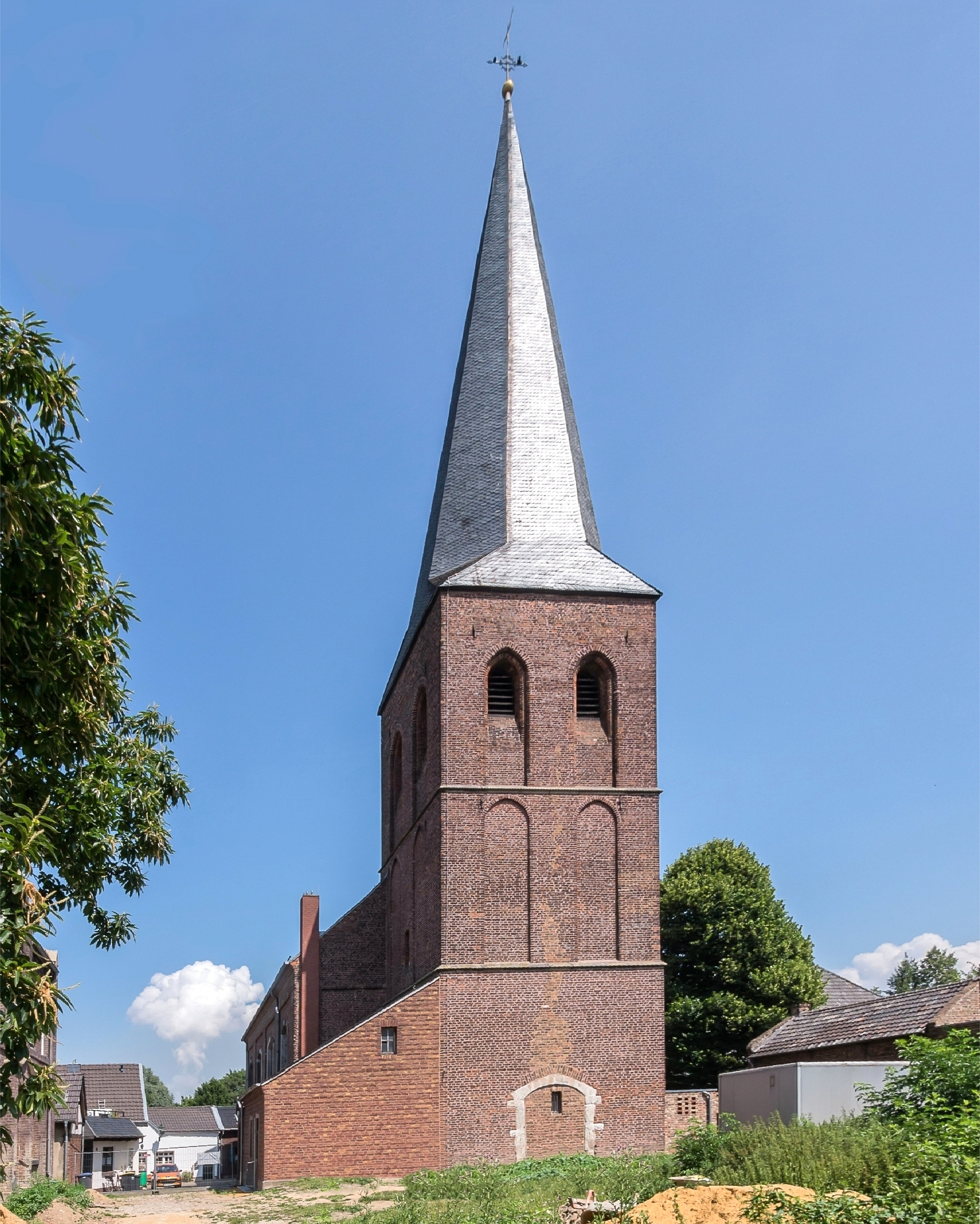
St. Joriskerk, Alt-Kaster
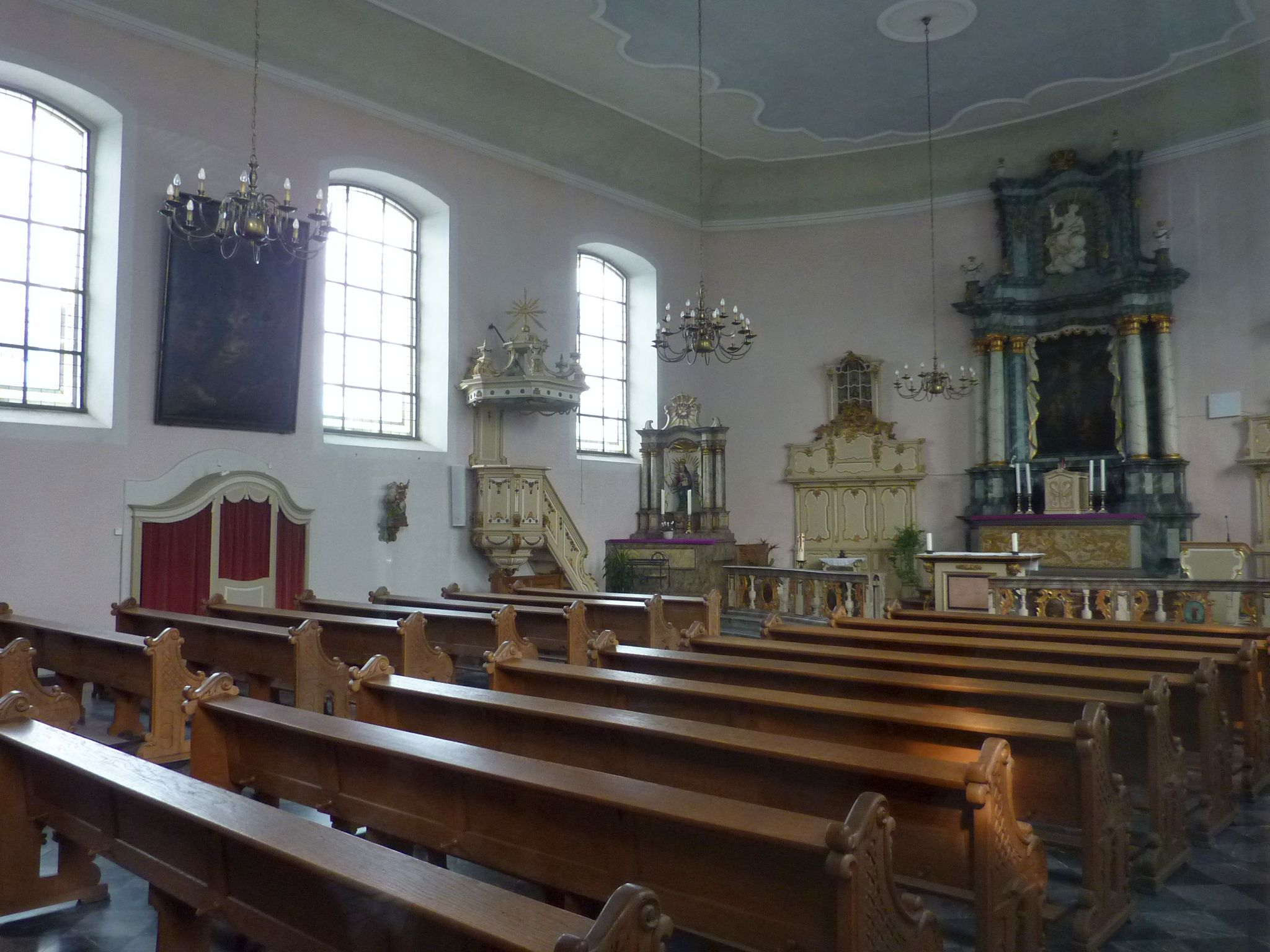
Interieur van deze kerk

- Enige oude huizen uit de 17e en 18e eeuw

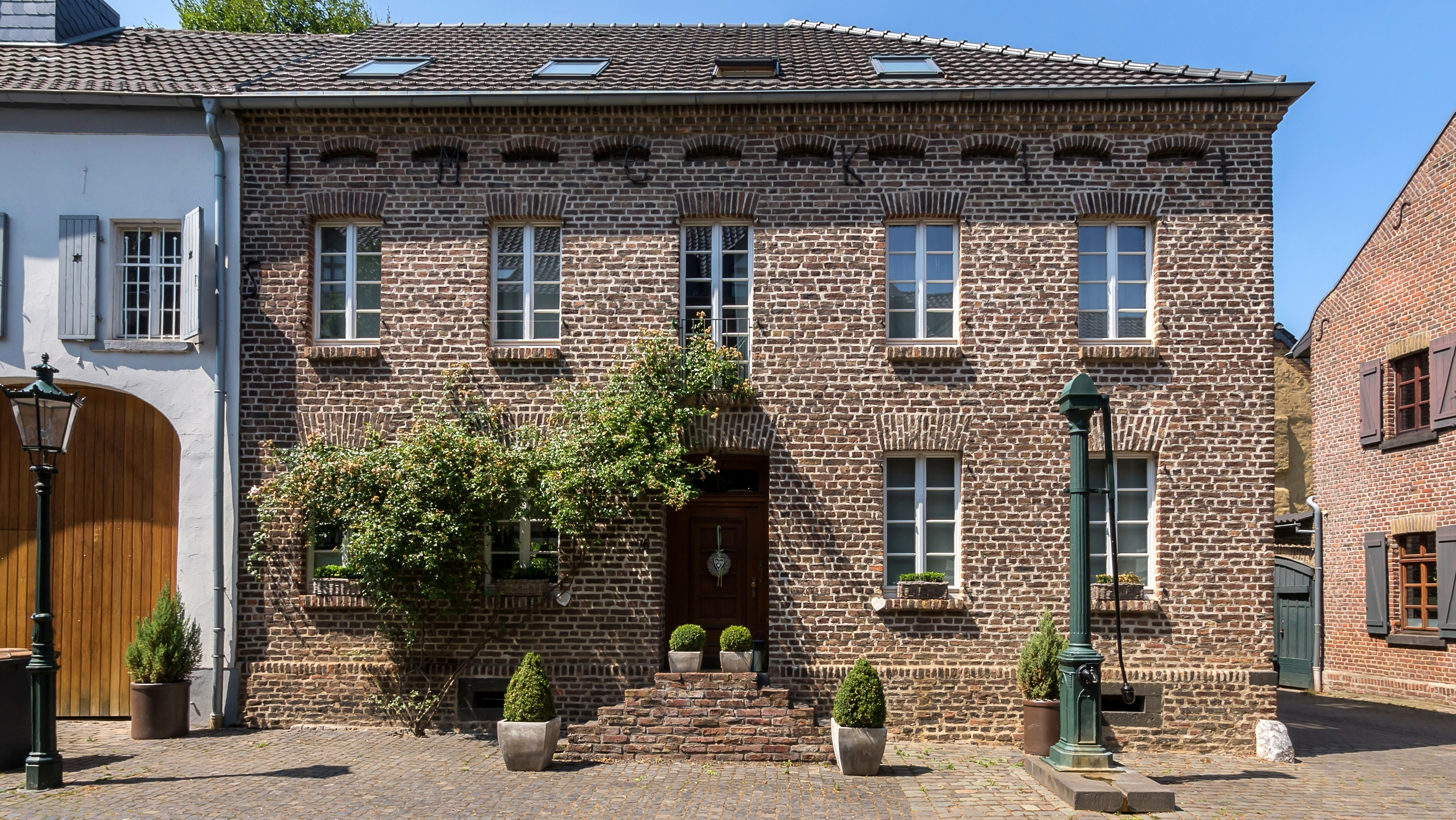
Hauptstraße 76
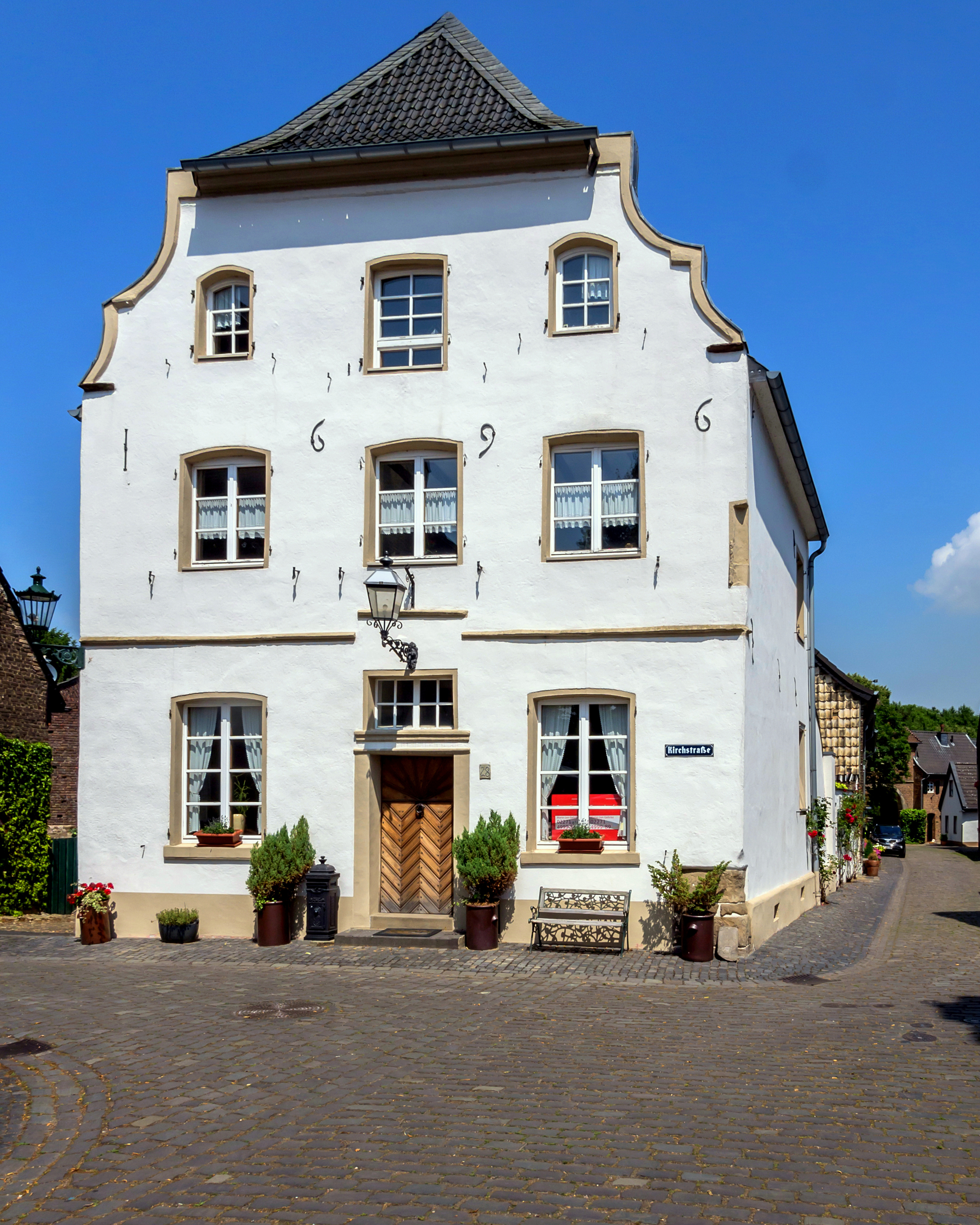
Kirchstraße 28
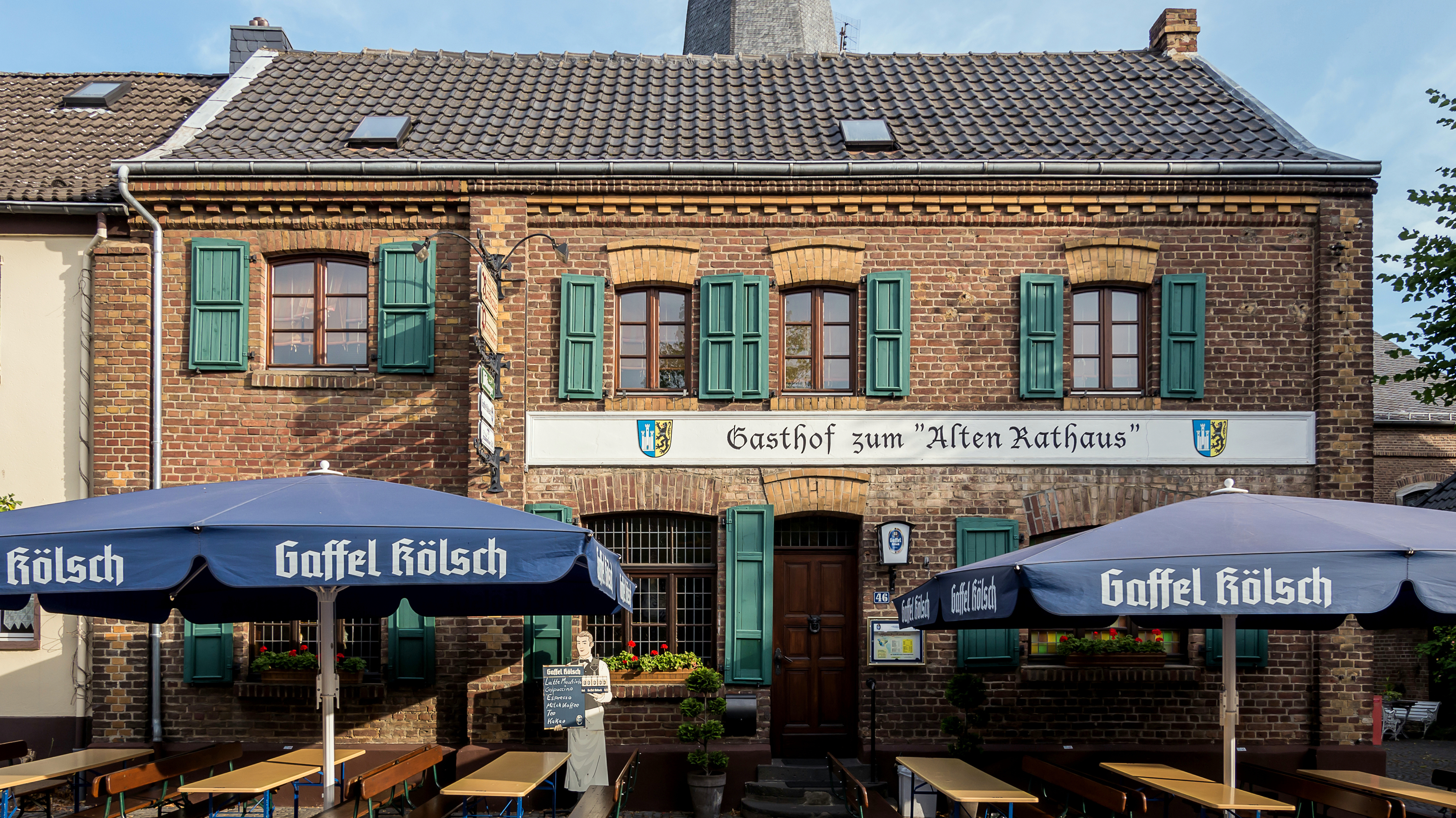
Restaurant „Zum Alten Rathaus“

- De stadsmuur, met twee stadspoorten en enige torens, is redelijk goed bewaard gebleven. Van het oude kasteel in de stad, dat tegen het eind van de Dertigjarige Oorlog werd verwoest, is slechts een gering ruïne-fragment overgebleven.

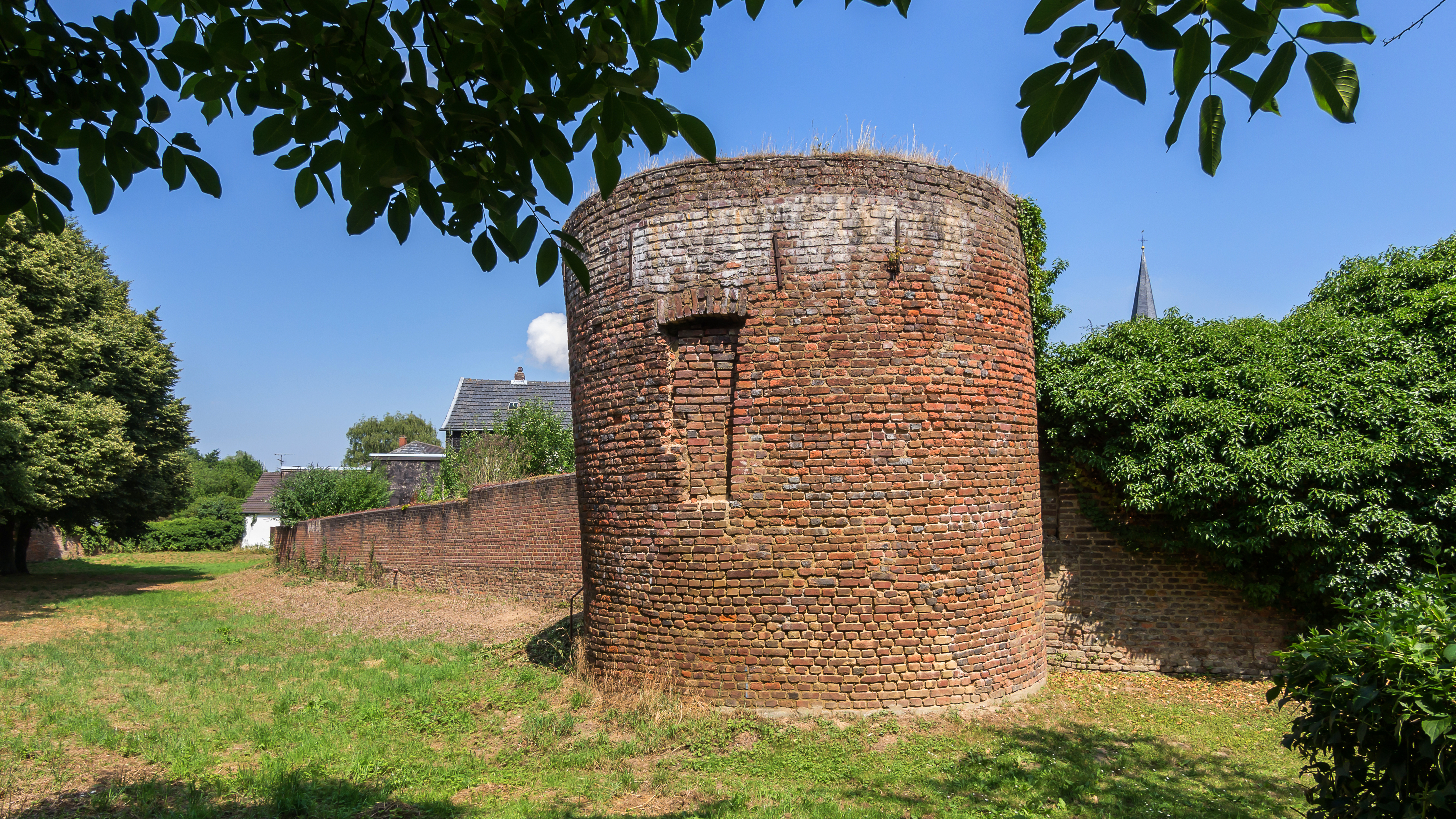
Westelijke stadsmuur
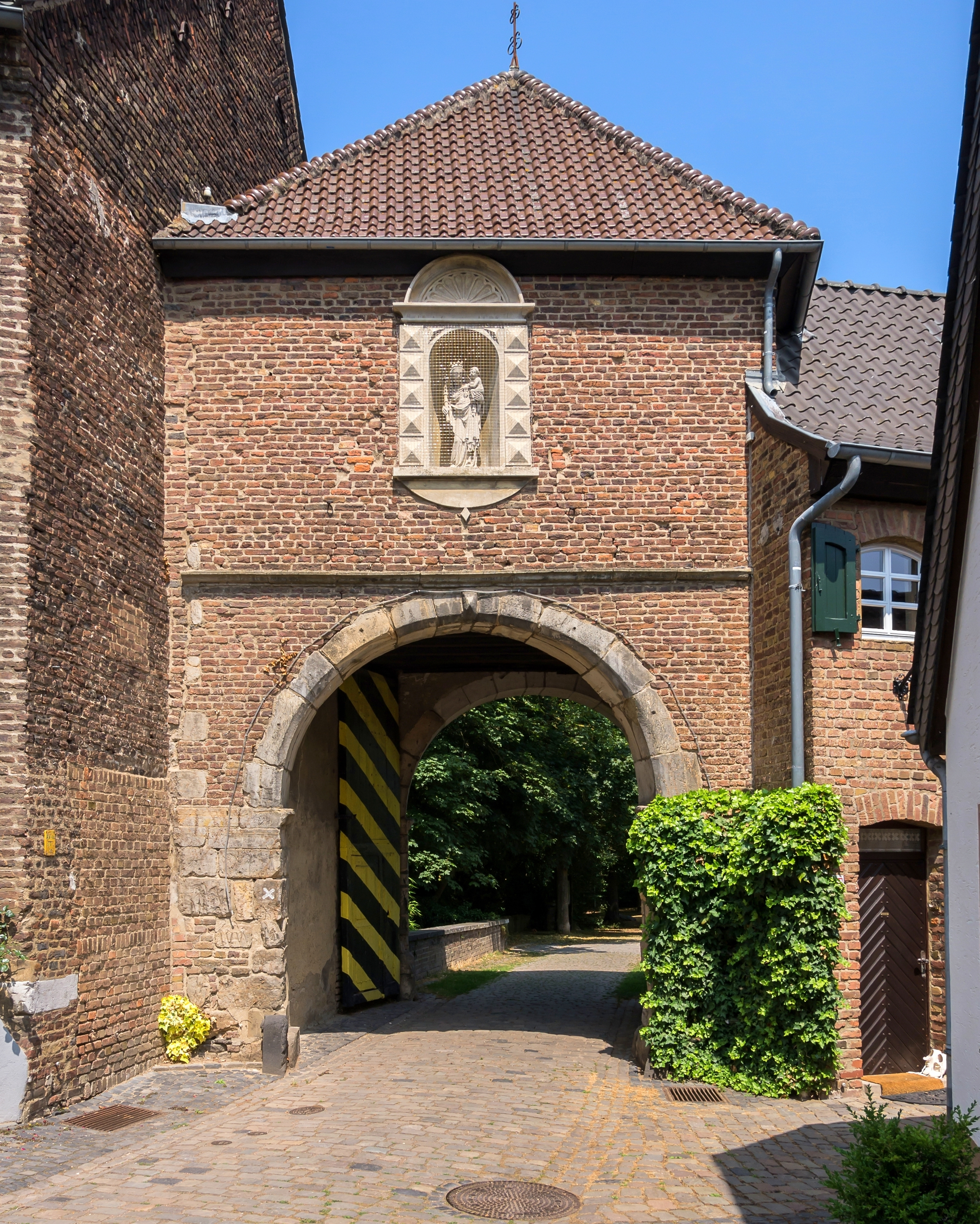
Erftpoort

- Ten noorden van Alt-Kaster ligt een fraai bos aan een zijarm van de Erft. In dit bos bevindt zich de recreatieplas Kasterer See.
- In en om Epprath is een aan de vermeende weerwolf Stubbe-Peter herinnerende, van 7 informatiepanelen voorziene, wandelroute uitgezet.